# Franz von Brandis
Franz Josef Michael von Zelion genannt von Brandis (* 31. August 1792 in Werl; † 21. August 1870 in Darmstadt) aus dem Adelsgeschlecht Zelion genannt Brandis war ein deutscher Forstmann und hessischer Politiker sowie Abgeordneter der 2. Kammer der Landstände des Großherzogtums Hessen.

## Familie
Franz von Brandis war der Sohn des Erbsälzers, Platzrichters und Gutsbesitzers zu Bestwig Gereon Michael von Zelion genannt von Brandis (1728–1797) und dessen Frau Maria Anna geborene von Dücker. Franz von Brandis, der katholischen Glaubens war, heiratete am 16. Dezember 1828 Naria geborene Mindke (* 1813 in Stuttgart), die Tochter eines Hofschauspielers und Regisseurs.

## Ausbildung und Beruf
Franz von Brandis war Jagdjunker und Oberforstkollegassessor in Rabenau, ab 1819 Forstmeister und ab 1831 Oberforstrat bei der Oberforstdirektion Darmstadt. 1833 wurde er pensioniert.

## Politik
In der 5. Wahlperiode (1832–1833) war er Abgeordneter der zweiten Kammer der Landstände des Großherzogtums Hessen. In den Landständen vertrat er den Wahlbezirk Oberhessen 9/Okarben-Vilbel.